# Линейные корабли типа «Ямато»
Линейные корабли типа «Ямато» — тип линейного корабля японского императорского флота времён Второй мировой войны. Построено два корабля — «Ямато» и «Мусаси», а заложенный корпус третьего корабля переделан в авианосец «Синано». Крупнейшие линкоры в истории.

## Проектирование

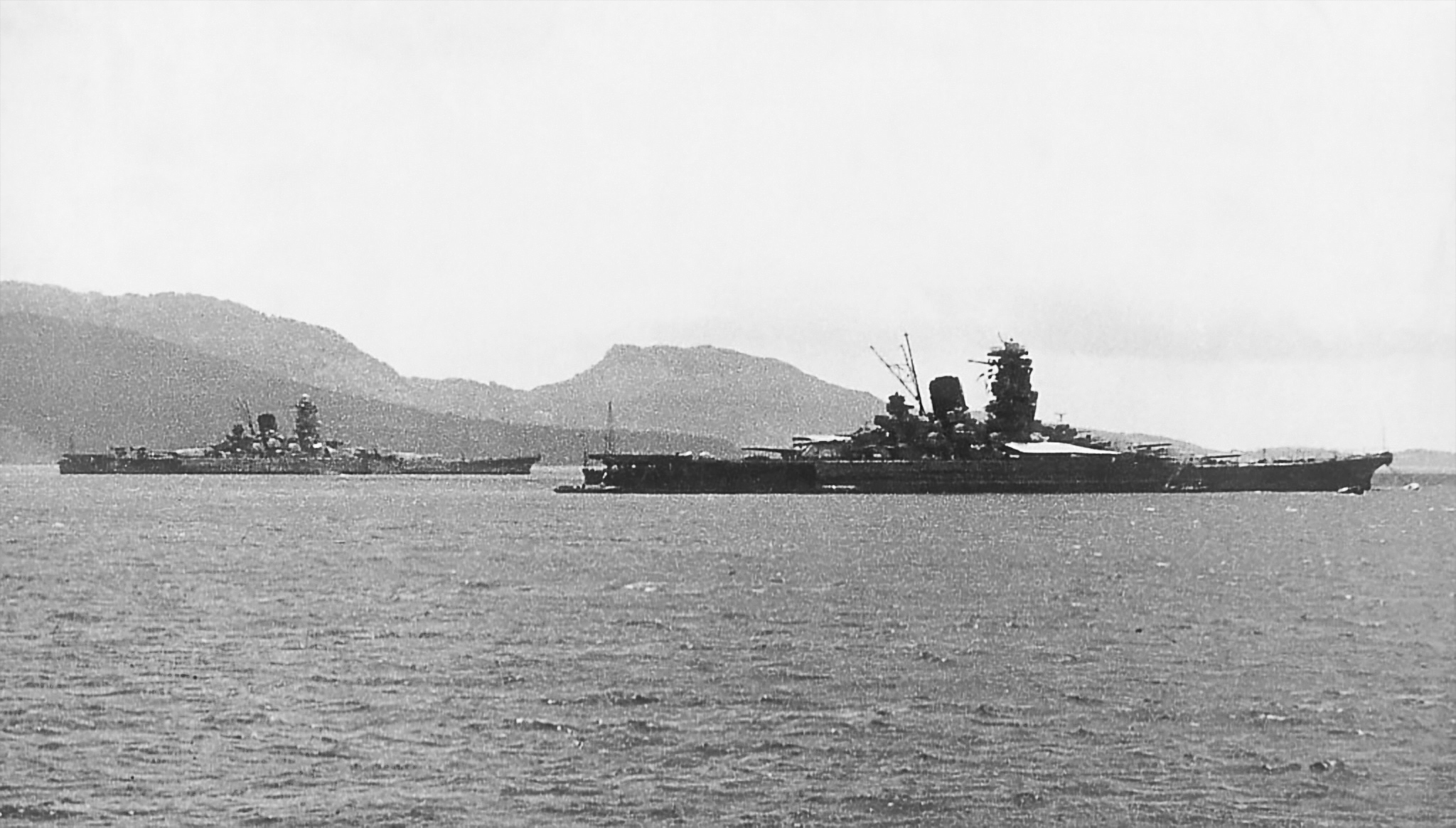
«Ямато» и «Мусаси»

Численность линейных флотов США, Великобритании и Японии была закреплена на уровне 15:15:9 единиц соответственно Вашингтонским договором 1922 года, что лишало японский флот перспективы добиться численного превосходства над флотами вероятных противников; выход из этого положения японские адмиралы видели в организации качественного превосходства своих кораблей. Первые проекты новых линкоров были выполнены в инициативном порядке в конце 1920-х годов контр-адмиралом Хирага и капитаном I ранга Фудзимото. Все представленные проекты превышали договорное водоизмещение, имели мощное бронирование, а калибр артиллерии колебался от 410 до 510 мм
.
В 1934 году японским руководством было принято секретное решение отказаться от соблюдения договорных ограничений (35 000 тонн) и разработать проект, заведомо превосходящий иностранные. Считалось, что США не будут строить линейные корабли, неспособные проходить Панамский канал, а следовательно, их водоизмещение будет ограничено, по оценке японских специалистов, 60 000 т (фактически, как показало строительство линкоров типа «Монтана», не проходящих в тогдашние параметры канала, эта оценка оказалась занижена). К созданию проекта приступили осенью 1934 года, и к началу 1936 года было представлено 24 варианта линкора. Водоизмещение колебалось от 52 000 до 69 500 тонн, энергетическую установку предполагалось сделать смешанной дизельно-паротурбинной, а вооружение большинства вариантов предполагалось в виде восьми-девяти 460-мм орудий, причём башни главного калибра размещались, как правило, в носу, по примеру британских линкоров типа «Нельсон». В конечном счёте 20 июля 1936 года за основу был принят вариант A140-F5, разработанный под руководством контр-адмирала Фукуда.
Окончательный вариант был утверждён в марте 1937 года и предусматривал замену смешанной установки на чисто паротурбинную. Это было связано с выявившейся ненадёжностью дизельных установок японского производства и трудностями демонтажа столь массивных агрегатов.
Японские адмиралы, считавшие линкоры главной ударной силой флота, полагали, что корабли этого типа, будучи построенными в достаточном количестве, обеспечат Императорскому флоту решающее преимущество в предполагаемом генеральном сражении с Тихоокеанским флотом США. Лишь авторитетный адмирал Ямамото Исороку придерживался мнения о решающей роли авианосцев и незначительном потенциале линкоров.
Эти корабли напоминают каллиграфические религиозные свитки, которые старики развешивают в своих домах. Они не доказали своей ценности. Это только вопрос веры, а не реальности… линкоры будут полезны Японии в будущей войне так же, как самурайский меч.

## Строительство
«Ямато» был заложен 4 ноября 1937 года на верфи ВМС в Куре. Его «систершип» «Мусаси» заложили 29 марта 1938 года на верфи «Мицубиси» в Нагасаки. 

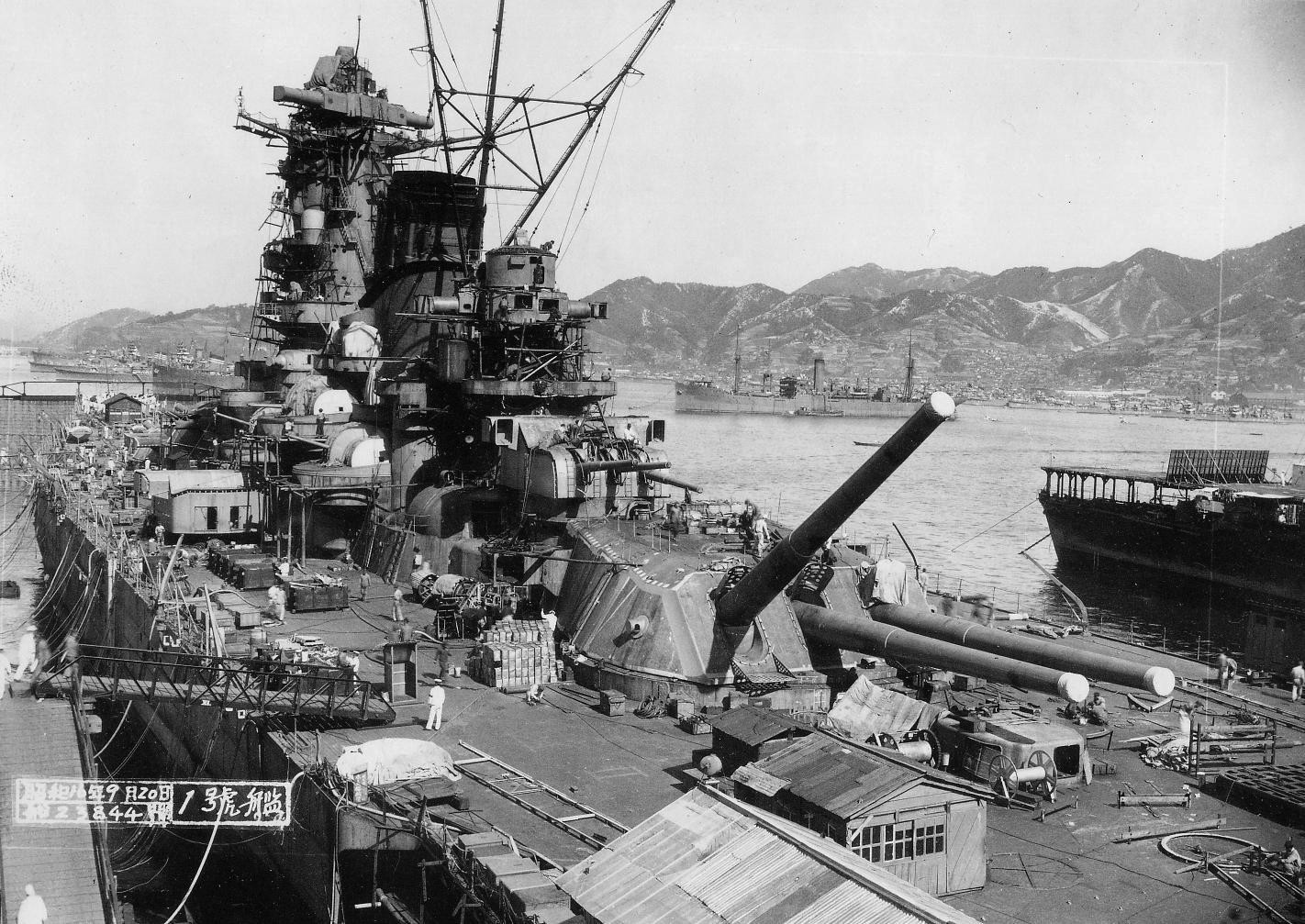
«Ямато» в достройке. 1941 г.

Строительство велось в обстановке беспрецедентной секретности. Место постройки было закрыто со всех сторон навесами из сизалевых циновок; после спуска кораблей на воду их дополнительно прикрывали маскировочными сетями. Фотографии всех рабочих поместили в специальные альбомы и сличали с ними всех входящих и выходящих. Работы организовали таким образом, что ни один из инженеров не мог получить все чертежи и спецификации. С целью дезинформации во всех документах указывался заниженный калибр главных орудий — 406 мм, а бюджет постройки был разнесён по разным проектам, чтобы огромная стоимость не бросалась в глаза. Сохранение тайны было в итоге обеспечено — за рубежом не знали истинных характеристик линкоров до самого конца войны.
Затраты и затруднения, с которыми столкнулись японцы, во многом напоминают историю постройки наших линейных кораблей типа «Советский Союз». Для благополучного завершения подобных проектов требовались значительные усилия экономики всей страны, сравнимые с современными космическими программами, причём приходилось решать массу задач, не связанных напрямую с кораблестроением.
В частности, пришлось модернизировать металлургические заводы, создать новые плавучие краны, буксиры, а для перевозки башен главного калибра построить специальное судно водоизмещением 13 800 тонн. Для обеспечения дальнейшего строительства серии японцы приступили к сооружению четырёх крупных доков, но полностью закончить работы не успели.
Оба корабля оказались немного перегруженными: стандартное водоизмещение составляло 63 000—64 000 т вместо 62 315 т по проекту, а полное водоизмещение — 71 659 т вместо проектных 69 990 т.
Следующие два линкора типа «Ямато» были заказаны по «Четвёртой программе пополнения и замены флота 1939 года». 4 мая 1940 года на верфи ВМС в Йокосуке был заложен линкор «Синано». Строительство последнего корабля этого типа началось 7 ноября 1940 в Куре под № 111, но названия он так и не получил. Предполагался заказ ещё одного корабля такого типа под номером 797, однако до закладки дело не дошло. На этих линкорах планировалось резко усилить зенитную артиллерию за счёт установки двадцати 100-мм орудий в двухорудийных башнях вместо средних башен 155-мм орудий. Бронирование же, напротив, было решено несколько ослабить по сравнению с «Ямато».
Постройка «Синано» была остановлена летом 1942 года при 50 % готовности. Японский флот, потерпевший поражение при Мидуэе, гораздо сильнее нуждался в авианосцах, и линкор было решено переоборудовать в корабль этого типа. Строительство линкора № 111 было прекращено в марте 1942 года при 30 % готовности, его корпус разобрали на металл.
«Пятая программа 1942 года» намечала строительство ещё двух линкоров под номерами 798 и 799, являвшихся усовершенствованным в сравнении с «Ямато» типом. Их стандартное водоизмещение должно было составить 72 000 тонн, бронирование борта до 460 мм, а артиллерия состояла бы из шести 510-мм орудий в двухорудийных башнях. До заказа этих линкоров дело не дошло.

## Конструкция

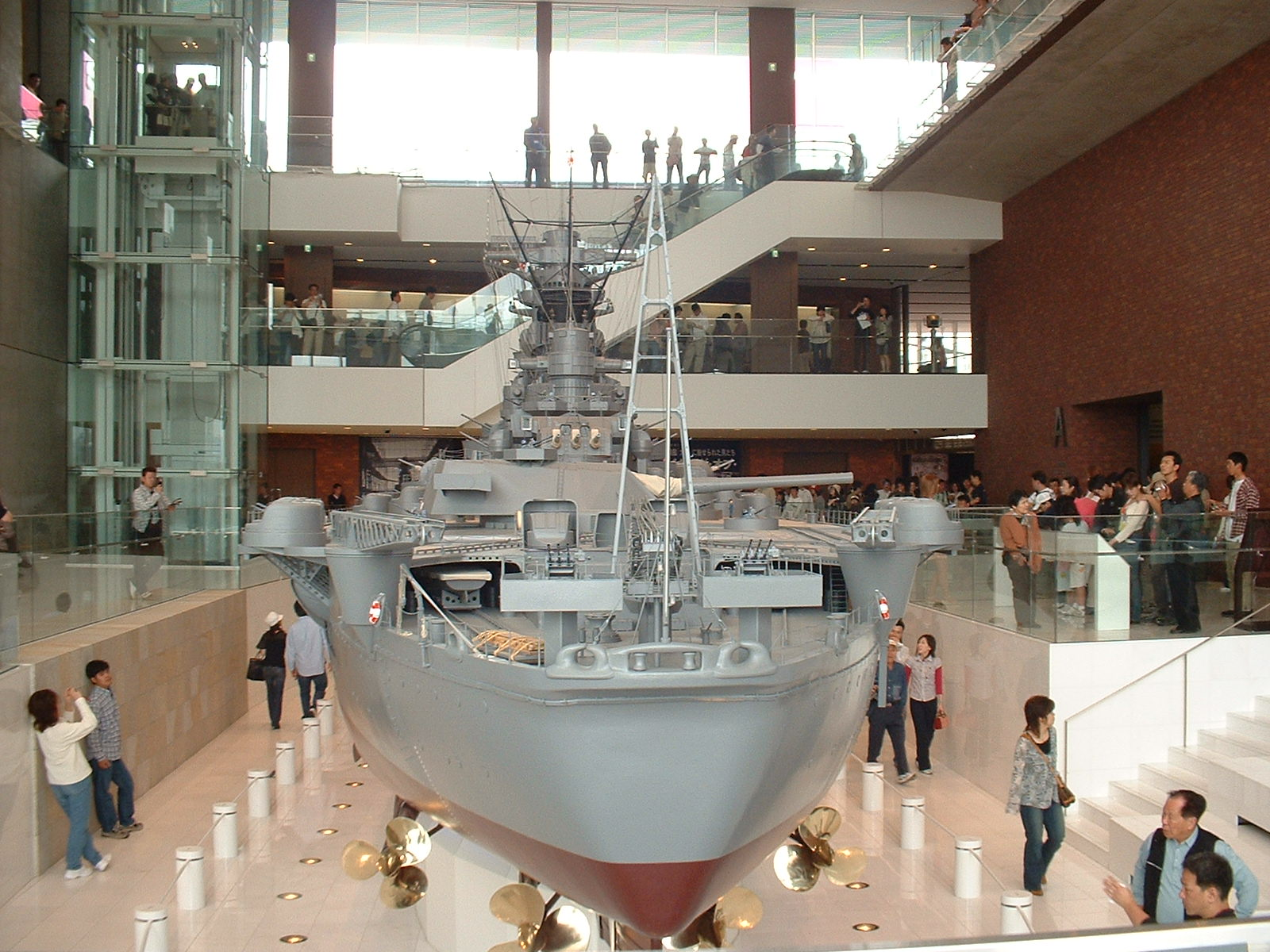
Модель линкора «Ямато» в масштабе 1:10, выставленная в холле музея «Ямато» в Куре (Япония), в японской префектуре Хиросима

### Корпус и архитектура

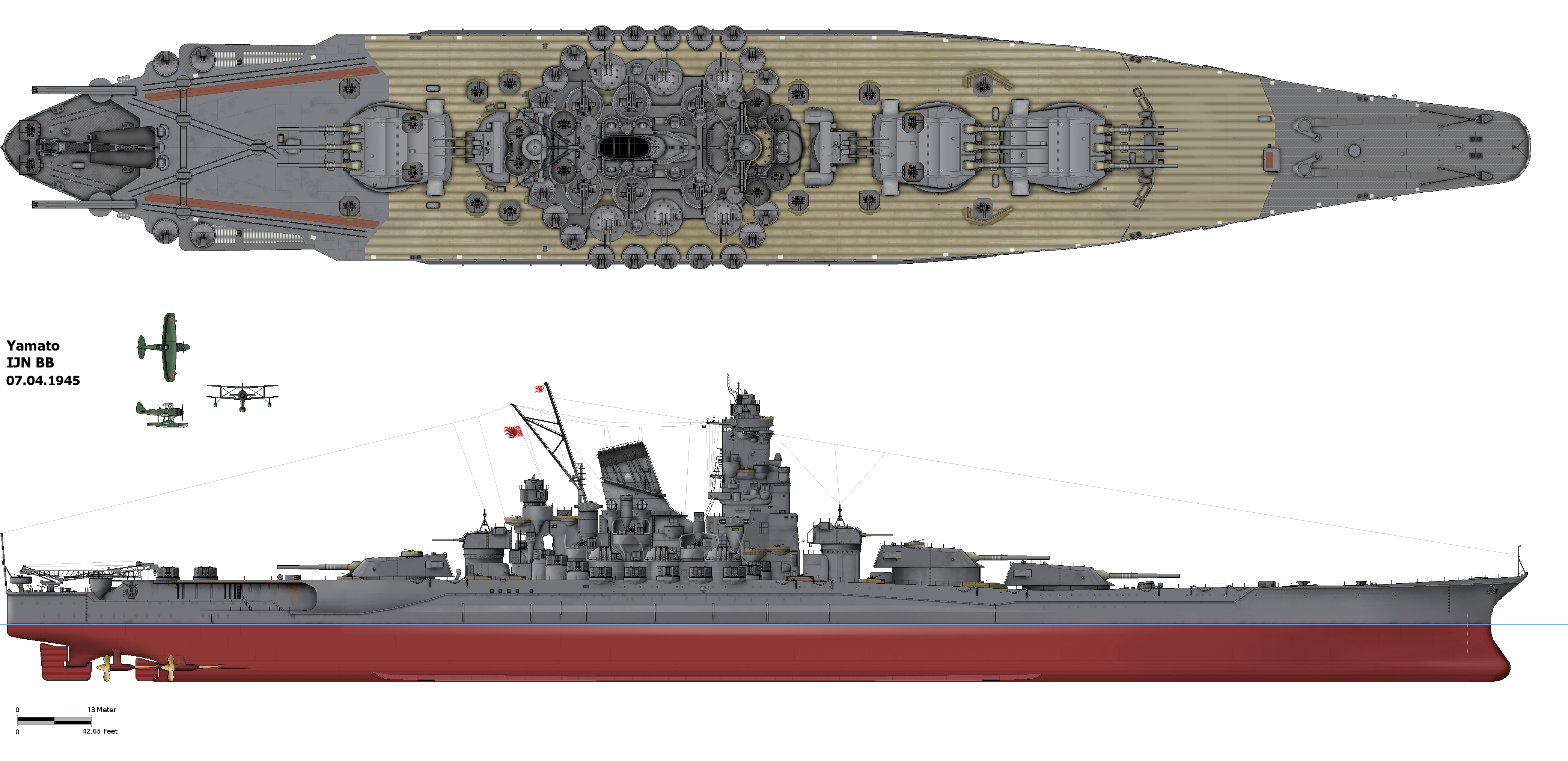
«Ямато», 1945 г. Бортовые башни вспомогательного калибра заменены 127-мм зенитками. Схема

Как и все японские корабли, «Ямато» имел волнообразный при виде сбоку корпус. Японские инженеры закладывали в проект: максимальную высоту борта у форштевня — для обеспечения мореходности, на миделе — высота, необходимая для действия артиллерии и минимальная высота в корме — для экономии веса корпуса. Такая форма была продиктована стремлением максимально повысить мореходные и скоростные качества при минимальном весе корпусных конструкций. При виде сверху линкор представлял собой грушевидный основной корпус с узким длинным носом. Это обеспечивало хорошие мореходные качества, но делало носовую конструкцию уязвимой для торпед. Одним из требований к разработчикам было обеспечение минимально возможной осадки, в силу чего мидель корабля получился почти прямоугольным. Тем не менее ходовые качества «Ямато» оказались весьма хорошими. Был проведён целый комплекс гидродинамических исследований, позволивший добиться значительных улучшений, в частности, путём установки носового бульба.
Корпус собирался на заклёпках, применение сварки было минимальным и не превышало 6 %. В качестве основного строительного материала применялась сталь DS (ducol steel) повышенной прочности. Характерной чертой новых линкоров стала палуба с минимумом оборудования, что требовалось для защиты от дульных газов орудий главного калибра. Командные посты располагались в основном в башенноподобной надстройке, возвышавшейся над верхней палубой на 28 метров. Хотя там находились крайне важные центры, надстройка была практически не бронирована, за исключением небольшой боевой рубки.
На скорости 26 уз и при угле перекладки 35° тактический диаметр циркуляции корабля равнялся 640 м, с незначительным креном — около 9°. По сравнению с другими линейными кораблями того времени это были очень высокие показатели.

### Энергетическая установка
Энергетическая установка включала в себя 4 турбозубчатых агрегата и 12 котлов, все марки «Кампон». Каждый котёл и турбина устанавливались в отдельном отсеке. По оценке американских специалистов, силовая установка была технически отсталой и имела слишком большие габариты. Впрочем, подобная оценка естественна для специалистов США, рано и удачно переведшим свои корабли на котлы с относительно высокими параметрами пара и хорошими габаритными и весовыми характеристиками. Критику со стороны британцев вызывали плохие форсунки и неудовлетворительная циркуляция воды и пара в котлах. Тем не менее, японцы не жаловались на машины своих линкоров. Характеристики котлов соответствовали консервативным британским стандартам: каждый котёл вырабатывал пар давления 25 кг/см² и температурой 325 °C для 12 500 л. с.  Мощность установки составляла 150 000 л. с. Скорость на испытаниях составила 27,7 узла при водоизмещении 69 500 дл. т и мощности 158 000 л. с. По замерам расхода топлива, проектную дальность — 7200 миль на ходу 16 узлов можно было увеличить до 10 500 миль  — почти в 1,5 раза. Четыре гребных винта диаметром 6 м были трёхлопастными.
Силовая установка была рассчитана на форсирование, при котором мощность достигала 165 000 л.с., а скорость — 27,7 узла. Экономичный ход обеспечивался мощностью 18 000 л. с. Характерной для линкоров чертой было строгое ограничение в применении электричества — везде, где только возможно, применялись паровые машины. Таким образом, при утрате источников пара корабль был обречён.

### Бронирование
Формально имея самую толстую среди линкоров броню, фактически «Ямато» не являлся самым защищённым. Японская металлургия 1930-х годов отставала от западной, а ухудшение англо-японских отношений сделало невозможным доступ к новейшим технологиям. Новая японская броня типа VH (Vickers Hardened) была разработана на базе британской VC (Vickers Cemented), производившейся в Японии по лицензии с 1910 г. По мнению американских специалистов, исследовавших эту броню после войны, её защитная эффективность оценивалась коэффициентом 0,86 по отношению к американской броне класса «A». Особо высококачественной британской броне CA японский образец уступал почти на треть, то есть для эквивалента 410 мм VH было достаточно 300 мм CA, но критику качества японской брони все же следует оставить на совести послевоенных аналитиков.
Отставание в качестве броневого материала в сочетании с огромными размерами проектируемых линкоров привело конструкторов к идее решения проблемы защищённости «в лоб», то есть за счёт максимального наращивания толщины брони. Линкоры типа «Ямато» бронировались по схеме «всё или ничего», подразумевавшей создание броневой цитадели, защищающей жизненно важные центры корабля, обеспечивающей запас плавучести, но оставляющей незащищённым всё остальное. «Ямато» и «Айова», отличались самыми короткими по отношению к длине корпуса цитаделями: 53,5 % и 53,9 % соответственно.
Опыт войны показал, что «мягкие» оконечности могут быть превращены буквально в решето даже без прямого попадания, причем поперечные водонепроницаемые перегородки не ограничивают затопления, поскольку сами могут быть легко пробиты осколками.
Задавшись целью защитить линкор от любых снарядов, разработчики расположили рекордный по толщине бортовой пояс (410 мм) под углом 20° к вертикали в средней части, в районе погребов угол наклона увеличивался до 25°. Теоретически на дистанциях свыше 18,5 км он не пробивался никакими иностранными орудиями даже при самых выгодных курсовых углах, на меньших дистанциях только пушки «Айов» могли обеспечить поражение с проникновением снаряда не разрушенным. Придавая особое значение попаданиям с недолётом, японцы разместили ниже главного ещё один броневой пояс толщиной 200 мм.
Принятая система противоторпедной защиты проектировалась и была испытана для противодействия заряду тротила массой 400 кг. Американские линкоры типов «Айова» и «Саут Дакота» имели идеологически такую же систему броневой защиты: продолжающийся до двойного дна, утончающийся к низу, бортовой пояс — противоторпедная переборка. Но вся защита находилась в пределах бронированной цитадели, с одной стороны увеличивая и без того надежную защиту жизненных частей корабля, а с другой снижая её в оконечностях. Такой подход понятен, поскольку главным смыслом существования линейного корабля, по взглядам японских и американских адмиралов и специалистов, являлась его главная артиллерия. Анализ повреждений кораблей подтверждает их хорошую устойчивость к воздействию бомб и торпед при попаданиях в среднюю часть корпуса. Однако даже одиночные попадания в оконечности приводили к значительным затоплениям — это характерная особенность новейших японских и американских линкоров заложена в самой схеме защиты.
Толщина броневых траверзов была существенно меньше пояса, поскольку они располагались под углом 30°, нижняя часть имела толщину 270 мм, а их верхняя часть выполнялась из броневых плит толщиной 300 мм. Получившийся в итоге броневой ящик накрывался главной бронепалубой, имевшей также рекордную толщину — 200 мм в центральной части и 230 мм на скосах. Так как выше располагались лишь отдельные бронированные участки (перед передней и кормовой башнями), то судьба корабля при попадании бомб зависела лишь от единственной бронепалубы.
Совершенно фантастической выглядела броневая защита башен главного калибра. Толщина их лобовой плиты, наклонённой под углом 45°, составляла 650 мм, была эквивалентна примерно 950 мм. Считалось, что такая броня не может быть пробита даже при стрельбе в упор, однако американцы имеют на этот счёт своё особое мнение. Для этого они сжульничали и расположили плиту практически вертикально, так что эквивалентная толщина равнялась фактической, а 650 мм на близкой дистанции могли пробить многие линкоры. Боковые стенки имели толщину 250 мм, задние плиты — 190 мм (сталь NVNC). Толщина крыши равнялась 270 мм стали VH — даже американские «Айовы» имели только 184 мм. Толщина задней стенки второй (возвышенной) башни составляла, для уравновешивания, 460 мм. Толщина фронтальных плит барбетов башен главного калибра равнялась 560 мм, а бортовых — 410 мм. Остальные части корабля, за исключением боевой рубки и отделения рулевых машин, практически не бронировались.
Обобщённая оценка качества брони и её сборки на последних линкорах Японии оставляет желать лучшего. Это объясняется, прежде всего, масштабностью проблем, поставленных перед создателями самых больших в мире линейных кораблей… качество бронирования в целом оказалось посредственным, то есть хуже, чем могло бы быть при столь больших габаритах и толщине брони.

### Вооружение

#### Главный калибр
При разработке проекта было уделено особое внимание обеспечению огневого превосходства над любым противником. На выбор были представлены лишь два варианта: 410-мм и 460-мм (в соответствии с калибрами, принятым на японском флоте для линкоров типа «Нагато» и разработанными для линкоров кораблестроительной программы 20-х годов, так и не построенными в результате подписания Вашингтонского договора). Было известно, что до вступления в силу этого договора США и Великобритания разработали несколько моделей 18-дюймовых (457-мм) орудий, в силу чего уже существующие 410-мм орудия были сочтены недостаточно мощными, и решение было принято в пользу 460-мм. Разработка этих орудий была начата в 1934 году и закончена к 1939. В целях сохранения секретности они именовались «四五口径九四式四〇糎砲 Yonjūgo-kōkei kyūyon-shiki yonjussenchi-hō 40 см/45 Тип 94 морское орудие». Конструкция, в силу преемственности от разработки начала 1920-х годов, представляла собой сочетание современной скреплённой технологии труб полученных с помощью центробежного литья с архаичной проволочной навивкой. Длина ствола составила 45 калибров, вес орудия с затвором — 165 тонн; всего было произведено 27 стволов. Заряжание производилось при фиксированном угле +3°, скорострельность в зависимости от угла подъёма ствола составляла полтора — два выстрела в минуту. Вращающаяся часть каждой из трёх орудийных башен весила 2510 тонн.

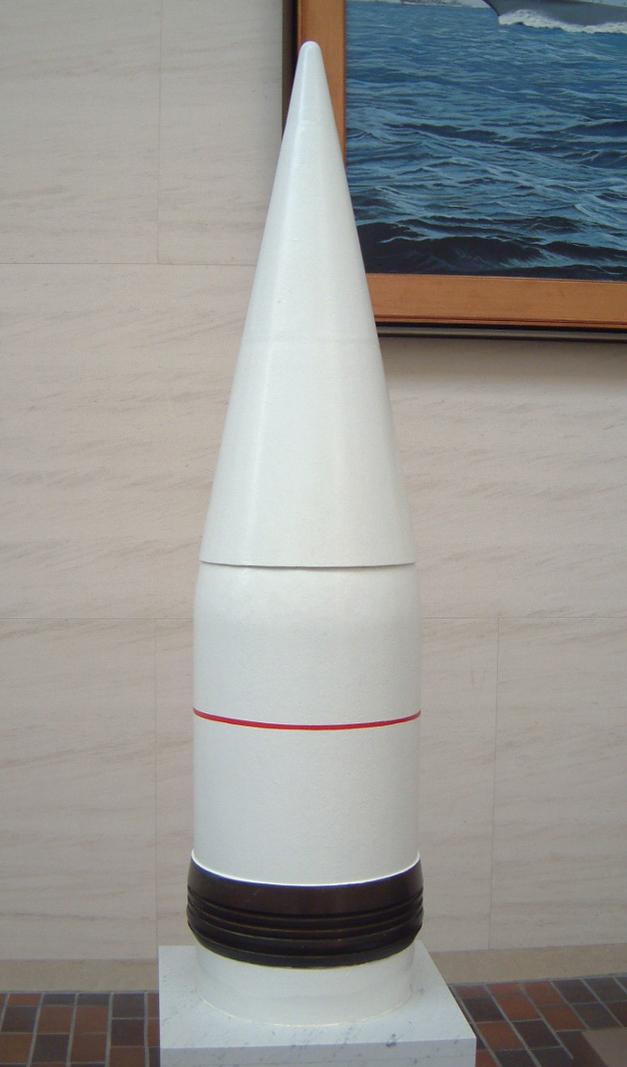
460-мм бронебойный снаряд Type 91. Его длина — 195,4 см.

С точки зрения баллистики была принята комбинация относительно лёгкого для такого калибра снаряда и высокой начальной скорости. Бронебойный снаряд «тип 91» имел вес 1460 кг и содержал 33,85 кг TNA. Его особенностями были специальный наконечник, позволявший сохранять траекторию движения в воде, и необычайно большое время замедления взрывателя — 0,4 секунды (для сравнения, взрыватель американского бронебойного снаряда Mk8 имел замедление 0,033 с.) Снаряд рассчитывался на поражения вражеских кораблей при недолётах, но был не очень эффективен в обычных условиях, особенно при попаданиях в небронированные части кораблей. Тем не менее благодаря огромному весу и хорошим баллистическим характеристикам снаряд обладал высокой бронепробиваемостью. Начальная скорость составляла 780 м/с, максимальная дальность — 42 050 для 45 градусов (для самого орудия — чуть больше 42 110 метров при 48 градусах возвышения).
Ещё более необычным был снаряд «тип 3» весом 1360 кг. Фактически он являлся зенитным снарядом и содержал 900 зажигательных и 600 осколочных поражающих элементов. Впрочем, американские пилоты считали его «скорее эффектным, чем эффективным».
Оба снаряда были слишком специализированы. Некоторые источники сообщают о существовании фугасного снаряда («тип 0» с массой 1360 кг и 61,7 кг ВВ) для 460-мм орудий, но данных об этом в архивах не сохранилось, и японские линкоры не использовали такие снаряды в боях. Парадокс истории: лучшие японские линкоры оказались в положении русских в период русско-японской войны 1904—1905 — без фугасных снарядов и с облегчёнными бронебойными.

##### Система управления огнём
Огнём главного калибра управляла наиболее сложная и, возможно, наиболее совершенная система доэлектронной эры «тип 98». Она включала в себя следующие компоненты:
1. пять дальномеров, из них четыре с рекордной базой — 15 метров. Качество японской оптики соответствовало мировым стандартам;
2. два директора, выдававшие данные об углах вертикальной и горизонтальной наводки;
3. прибор слежения за целью;
4. устройство производства стрельбы;
5. электромеханический вычислитель, являвшийся «изюминкой» системы. Входившие в его состав три блока не только позволяли рассчитывать данные о курсе цели и углах наведения собственных орудий, но и позволяли вводить всевозможные поправки, включая даже географическую широту и зависимость от дня календаря.

В целом система была весьма эффективной и в условиях хорошей видимости ничуть не уступала аналогичным американским, основанным на применении радаров. Однако при плохой видимости, и тем более ночью японцы оказывались в крайне невыгодном положении, особенно под конец войны. После войны американские специалисты внимательно изучили эту систему.
По их заключениям, изученные приборы были далеки от совершенства, неоправданно сложны, имели многочисленные недостатки, но… обладали высокими потенциальными возможностями. Начав «за упокой», артиллерийские спецы закончили «во здравие», порекомендовав принять их на вооружение «ввиду очевидной выгоды».

#### Артиллерия среднего калибра
Артиллерия среднего калибра по проекту включала двенадцать 155-мм орудий с длиной ствола 60 калибров в 4 трёхорудийных башнях. Это вооружение было «пристроено» на линкоры после переоснащения тяжёлых крейсеров типа «Могами» на 203-мм артиллерию. Такое решение предопределило достоинства и недостатки вооружения. С одной стороны, каждая башня получила 8-метровый дальномер, что было весьма необычно для второстепенного, по линкорным меркам, калибра; при этом эффективность системы на огромном и устойчивом линкоре, конечно, была выше. С другой, башни получились очень тесными и крайне слабо бронированными. Но главным недостатком второго калибра стала невозможность стрельбы по воздушным целям, что существенно снижало силу ПВО кораблей.
Сами же орудия были весьма мощными для своего калибра, отличались завидной дальнобойностью, но невысокой скорострельностью (5-6 выстрелов в минуту). Однако пострелять по морским или береговым целям им не пришлось, и в итоге бортовые башни заменили на более востребованные 127-мм зенитки.

#### Зенитная артиллерия дальнего действия
Для обстрела самолётов противника на значительном удалении использовалось 127-мм орудие типа 89 с длиной ствола 40 калибров. Первоначально на линкорах размещалось 12 таких орудий в спаренных установках. На «Ямато» с марта 1944 года их количество было удвоено. Само орудие было вполне удовлетворительным, хотя уступало американскому 127-мм универсальному орудию в начальной скорости снаряда и скорострельности. К недостаткам спаренных установок можно отнести сравнительно малые скорости наведения. Система управления огнём «тип 94», основанная на оптических дальномерах и электромеханических вычислителях, была достаточно эффективна по меркам конца 1930-х годов и сопоставима с американской Mk37.

#### Зенитная артиллерия ближнего действия
Зенитную батарею ближнего действия можно оценить как удовлетворительную. Основным зенитным автоматом являлось 25-мм зенитное орудие тип 96, которое, в свою очередь, было японским вариантом французского орудия фирмы «Гочкисс». Большинство этих орудий располагалось в строенных установках, исходно — в основном в закрытых (прежде всего для защиты расчётов от чудовищной ударной волны при выстрелах из главного калибра). Добавленные позже строенные установки были по большей части открытыми. На начало войны японские зенитки были даже лучше, чем американские 28-мм/75. В конце войны вместо двух эшелонов автоматической зенитной артиллерии, имевшихся на кораблях флота США, — 40-мм «Бофорсов» и 20-мм «Эрликонов», — японский линкор имел только один. Превосходство американцев было не только качественное, но и количественное — двукратное преимущество в минутном залпе.

Сами орудия располагались в строенных и одинарных установках. Последние не имели никакой системы наведения, будучи полностью отданы «на откуп» расчёту. 
Смысл их существования заключался разве только в моральном воздействии на лётчиков, да и на собственную команду — в момент воздушной атаки гораздо спокойнее, когда сам занят делом и вокруг стреляют свои пушки.
 Что касается зенитных пулемётов, то опыт войны показал их полную бесполезность.

### Оборудование
Приборное оборудование линкоров при вступлении в строй было очень скудным по западным стандартам. Фактически «Ямато» и «Мусаси» располагали обычным для японских кораблей набором радиостанций, но значительно увеличенной мощности, что позволяло использовать их как флагманские.
На начало 1942 года ни один корабль Императорского флота не имел радара. Работы над этим важным устройством продвинулись в японском флоте лишь после захвата в Сингапуре британских радиолокаторов. В сентябре 1942 года «Мусаси» первым из линкоров получил радар типа 21. Это было крайне ненадёжное устройство, позволявшее обнаруживать надводные цели на небольшой дальности. В конечном счёте «Ямато» и «Мусаси» получили к середине 1944 года комплекты из шести радаров трёх разных типов, но все они использовались только для обнаружения морских и воздушных целей. Управлять огнём ни главной, ни зенитной артиллерии с их помощью было невозможно. Фактически к моменту решающей
битвы с американским флотом в заливе Лейте в 1944 году японские радары соответствовали уровню американских и британских 1941 года.
Кроме того, «Ямато» и «Мусаси» несли набор гидрофонов, для линкоров в общем бесполезных. Под конец войны их оснастили детекторами радиоизлучения и инфракрасными приборами. Эти устройства были разработаны на базе немецких технологий.

### Экипаж и обитаемость
При вводе в строй экипаж «Ямато» насчитывал 2200 человек, в том числе 150 офицеров, но реально на кораблях этого типа всегда находилось гораздо больше моряков. «Мусаси» вышел для участия в битве за Филиппины, имея на борту 2400 человек; экипаж «Ямато» в его последнем походе перевалил за 3000. Большая, чем изначально планировалось, численность экипажа обуславливалась установкой дополнительных орудий зенитной артиллерии, что и привело к увеличению числа её обслуги.
В целом, по японским стандартам, бытовые условия на кораблях этого типа были значительно лучше, чем на более ранних японских линкорах. На «Ямато» на каждого члена экипажа приходилось по 3,2 квадратных метра жилых помещений, тогда как на его предшественниках — от 2,2 до 2,6. Ещё более комфортными линкоры типа «Ямато» выглядели на фоне тяжёлых крейсеров (1,3—1,5 м²), и тем более эсминцев (1 м²). Неудивительно, что в японском флоте «Ямато» и «Мусаси» были прозваны «отелями» — на них даже имелись большие чаны для купания команды, в то время как на подавляющем большинстве японских кораблей гигиенические процедуры сводились к обливанию водой на верхней палубе.
С другой стороны, обитаемость на линейных кораблях Европы и США того времени хотя и была в целом лучше, но не намного. Например, на британских линейных кораблях типа «Кинг Джордж V» на старшего матроса приходилось 1,86 м² площади, на младшего — 1,67 м². Вместе с тем, на линкорах типа «Ямато» отсутствовали стационарные спальные места для нижних чинов, имелись лишь подвесные койки и гамаки, вывешиваемые только на ночь. Прием пищи осуществлялся в кубриках, на опускаемых столах.

## Боевая карьера в 1942—1944 годах
«Ямато» был заложен 4 ноября 1937 г., спущен на воду 8 августа 1939 г., и официально вступил в строй 16 декабря 1941 г.; однако, боеготовным корабль объявили лишь 27 мая 1942 года. В качестве флагмана Объединённого флота он формально участвовал в сражении у атолла Мидуэй 4-6 июня 1942 года, но фактически не имел столкновений с противником, так как находился на 300 миль позади японских авианосцев.
28 мая 1942 года «Ямато» перебазировался на остров Трук, где провёл около года, выполняя роль плавучего штаба Объединённого флота. 25 декабря 1943 г. находившийся к северу от острова Трук «Ямато» получил попадание торпедой (масса заряда 270 кг) с американской ПЛ «Скейт» (Skate) и принял в пробоину около 3000 тонн воды. Боеспособность корабля серьёзно пострадала из-за затопления погреба кормовой башни главного калибра. В январе — апреле 1944 года «Ямато» прошёл ремонт и модернизацию в Куре.
В июне 1944 года «Ямато» принимал участие в сражении в Филиппинском море, причём соединение, включавшее также «Мусаси» и ряд других тяжёлых кораблей, действовало впереди своих авианосцев. 19 июня «Ямато» впервые открыл огонь в боевой обстановке, но позже выяснилось, что линкор обстрелял свою же авиацию — по счастью, неэффективно.
«Мусаси» был заложен 29 марта 1938 г., спущен на воду 1 ноября 1940 г., и вступил в строй в августе 1942 г. До конца 1942 года линкор проходил испытания, дооборудование и боевую подготовку в японских водах. 22 января 1943 года он прибыл на Трук и стал новым флагманом Объединённого флота. В мае 1943 года был включен в состав соединения, предназначенного для срыва Алеутской десантной операции флота США, но японцы промедлили с развёртыванием своих сил, и операцию пришлось отменить.
29 марта 1943 года «Мусаси» вышел из бухты Трука, уклоняясь от атаки американской палубной авиации, но в море был атакован подлодкой США «Танни» (Tunny) и получил попадание торпеды в носовую часть. Было принято 3000 тонн воды, потери составили 18 человек. Ремонт проводился в Куре до конца апреля. 19-23 июня «Мусаси» вместе с «Ямато» участвовал в сражении в Филиппинском море, но не добился никаких результатов.
Японское командование берегло свои линкоры для предполагаемого генерального сражения с американским флотом. В реальности война на Тихом океане вылилась в череду небольших, но изнурительных стычек, в которых силы японского флота таяли, пока сильнейшие линкоры отстаивались вдали от зон активных боевых действий. В результате в Императорском флоте сложилось скептическое отношение к этим кораблям, хорошо иллюстрируемое популярной у японских моряков того времени поговоркой о «хасирском флоте» (по месту базирования кораблей):
«На свете есть три самые большие и бесполезные вещи — египетские пирамиды, Великая китайская стена и линкор „Ямато“».

## «Ямато» и «Мусаси» в сражении за Филиппины
В октябре 1944 года японские суперлинкоры были наконец брошены в серьёзный бой. Американцы начали высадку на Филиппины, и в случае успеха операции могли разрушить японский оборонительный периметр и отрезать Японию от основных источников сырья и нефти. Ставка была слишком высока, и японское командование приняло решение о проведении генерального сражения. Составленный им план «Се-Го» («Победа») являлся незаурядным достижением оперативного искусства. Поскольку авианосные силы Императорского флота пришли к тому времени в упадок, главная роль отводилась крупным артиллерийским кораблям.
Северная группа, включавшая немногие уцелевшие авианосцы, должна была сыграть роль приманки для 38-го оперативного соединения — главной ударной силы американского флота. Основной удар по десантным судам должно было нанести 1-е диверсионное соединение вице-адмирала Куриты. В его состав входили 5 линкоров, включая «Ямато» и «Мусаси», 10 тяжёлых и 2 лёгких крейсера, 15 эсминцев. Соединение должно было ночью преодолеть пролив Сан-Бернардино и утром атаковать десантные суда у острова Лейте. Поддержку ему оказывало меньшее по силам 2-е диверсионное соединение вице-адмирала Нисимуры, следовавшее проливом Суригао.

### Бой в море Сибуян

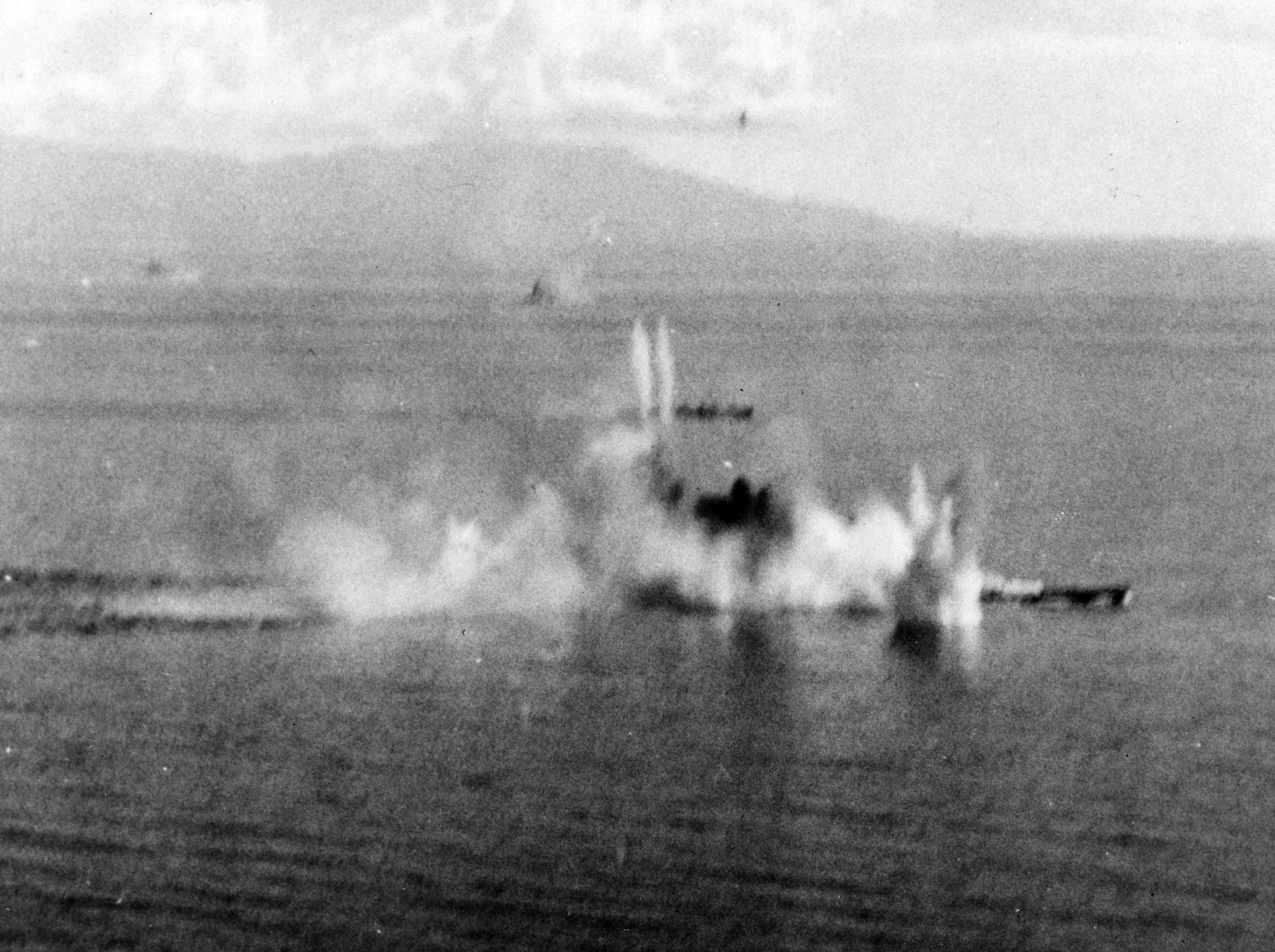
«Мусаси» под американскими бомбами. Море Сибуян, 24 октября 1944 г.

22 октября 1-е диверсионное соединение вышло в море и уже на следующий день было атаковано американскими подлодками, потопившими два тяжёлых крейсера. Утром 24 октября, когда соединение Куриты находилось в море Сибуян, начались массированные атаки американской палубной авиации. В силу случайных совпадений основные удары американцев были нацелены на «Мусаси». В течение первых трёх часов линкор получил не менее трёх торпедных и ряд бомбовых попаданий. Крен удалось выправить контрзатоплением, но корабль уже принял слишком много воды, имел большой дифферент на нос и постепенно терял скорость. После 15 часов линкор вновь подвергся мощным атакам торпедоносцев и пикирующих бомбардировщиков и получил множество торпедных и бомбовых попаданий. Хотя после 16 часов атаки закончились, затопление внутренних помещений линкора вышло из под контроля. Вице-адмирал Курита, видя отчаянное положение «Мусаси», приказал ему выброситься на берег. Но выполнить приказ не удалось — в 19.36 линкор перевернулся и затонул. Всего «Мусаси» получил попадания 11-19 торпед и 10-17 авиабомб. Погибло 1023 члена экипажа, включая его командира контр-адмирала Иногути, который предпочёл погибнуть вместе со своим кораблём. Потери американцев составили 18 самолётов из 259 участвовавших в атаках.
Несмотря на потерю «Мусаси», соединение Куриты оставалось вполне боеспособным, так как остальные линкоры не получили серьёзных повреждений. Тем не менее, Курита колебался и даже повернул на обратный курс. Однако Северная группа вице-адмирала Одзава выполнила свою роль приманки — главные силы 38-го оперативного соединения ринулись на неё, оставив северные проливы без охраны. Американский командующий переоценил достижения своих пилотов, рапортовавших о потоплении множества японских линкоров, и решил, что 1-е диверсионное соединение не представляет опасности. Курита тем временем получил прямой приказ от главнокомандующего Объединенным флотом — «Соединение должно атаковать с верой в божественное провидение!» — и двинулся вперёд.

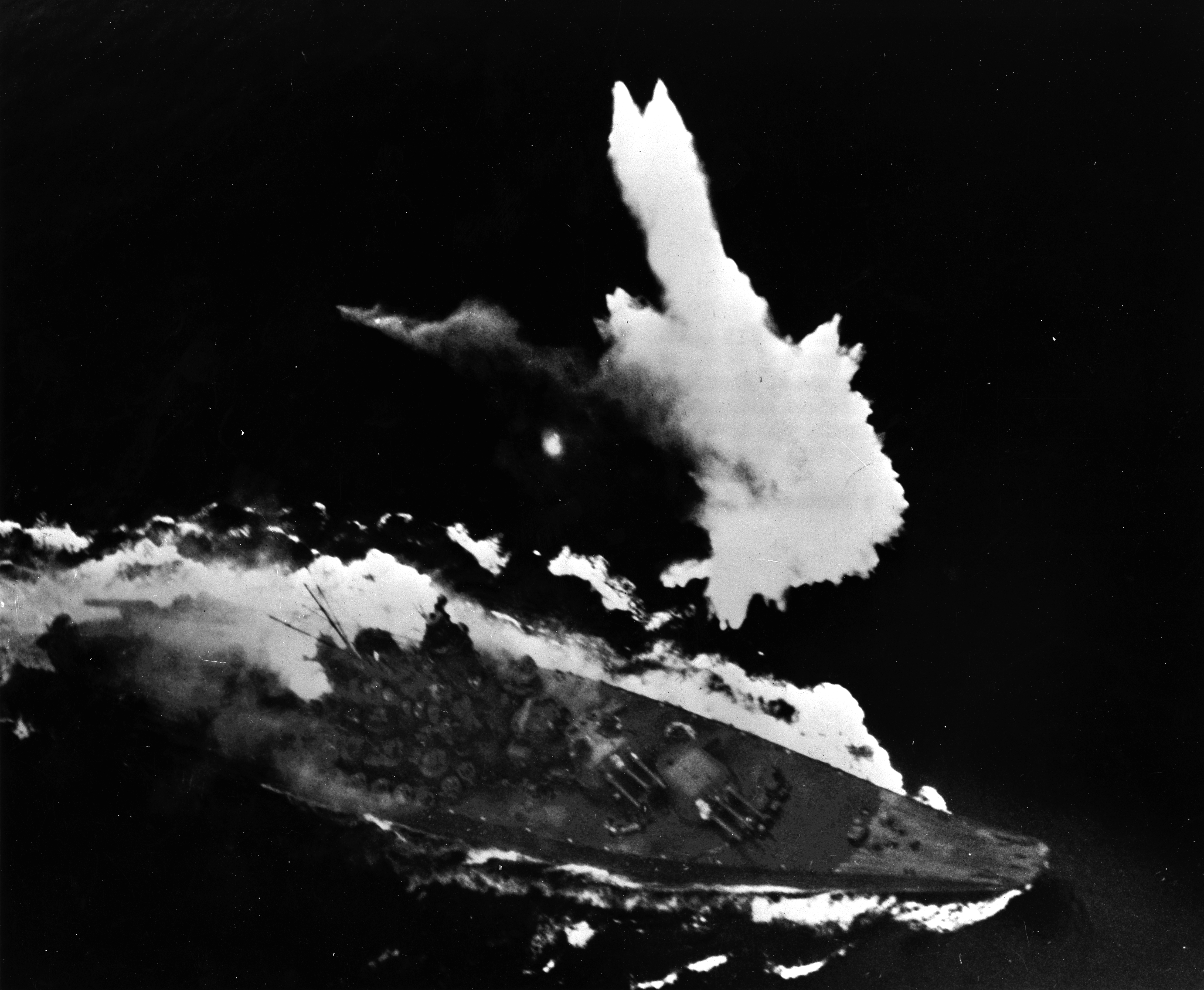
«Ямато» в море Сибуян. 24 октября 1944 г.

### Бой в заливе Лейте
Соединение ночью беспрепятственно форсировало неохраняемый пролив Сан-Бернадино на большой скорости и вышло в залив Лейте. Около 6:45 японцы обнаружили американские корабли. Это была северная группа 7-го флота США, включавшая 6 эскортных авианосцев, 3 эсминца и 4 эскортных миноносца. На «Ямато», ставшем флагманом японского соединения, приняли противника за одну из быстроходных авианосных групп и считали, что в её составе имеются крейсера. Тем не менее японцы вступили в бой. «Ямато» впервые в своей карьере открыл огонь по надводному противнику в 6:58 с дистанции 27 км. Первые залпы пришлись по авианосцу «Уайт Плэйнс» (White Plains), и артиллеристы считали, что добились попаданий.
В дальнейшем бой свёлся к преследованию японцами тихоходного противника, который отвечал атаками самолётов и эсминцев. В течение последующих трёх часов японские корабли обстреливали многочисленные цели и считали потопленными несколько американских авианосцев и крейсеров. Стрельбу затрудняли периодические дождевые шквалы и дымовые завесы противника. В результате большой разницы в скорости (до 10 узлов) японское соединение растянулось, и Курита потерял управление боем. В 10:20 1-е диверсионное соединение вышло из боя и повернуло на обратный курс, хотя путь в залив Лейте, где собрались американские транспорты, был открыт.
Это было похоже на отмену в последнюю минуту смертного приговора, хотя в тот момент американцы не могли понять, была ли это отмена приговора или только отсрочка казни.
Потери американцев в сражении в заливе Лейте составили 1 эскортный авианосец, 2 эсминца и 1 эскортный миноносец. Несмотря на уверенность артиллеристов «Ямато» в хороших результатах своей стрельбы, послевоенные исследования показали, что скорее всего «Ямато» не добился ни одного попадания главным калибром, хотя и был зафиксирован ряд накрытий.
Это было единственное сражение в истории, когда линкоры и крейсера держали в прицелах авианосцы, а те в ответ подняли в воздух свои самолеты. Шанс свой японцы упустили, проиграв финальный бой со счётом 1:3 (за один авианосец пришлось заплатить потерей трех тяжёлых крейсеров). Такой результат, несмотря на всю его нелогичность (слишком многое определила растерянность японского адмирала), стал достаточно символичным — вооружённые бомбами и торпедами самолеты оказались сильнее самой мощной артиллерии.
Также существует точка зрения, что из-за большого замедления (см. выше) перед разрывом японских снарядов, снаряды тяжелых японских орудий пронзали насквозь небронированные оконечности американских кораблей, и взрывались далеко за ними, что и привело к низким потерям американцев, несмотря на высокий процент накрытий.

## Последний поход «Ямато»

Последний поход «Ямато». Схема.

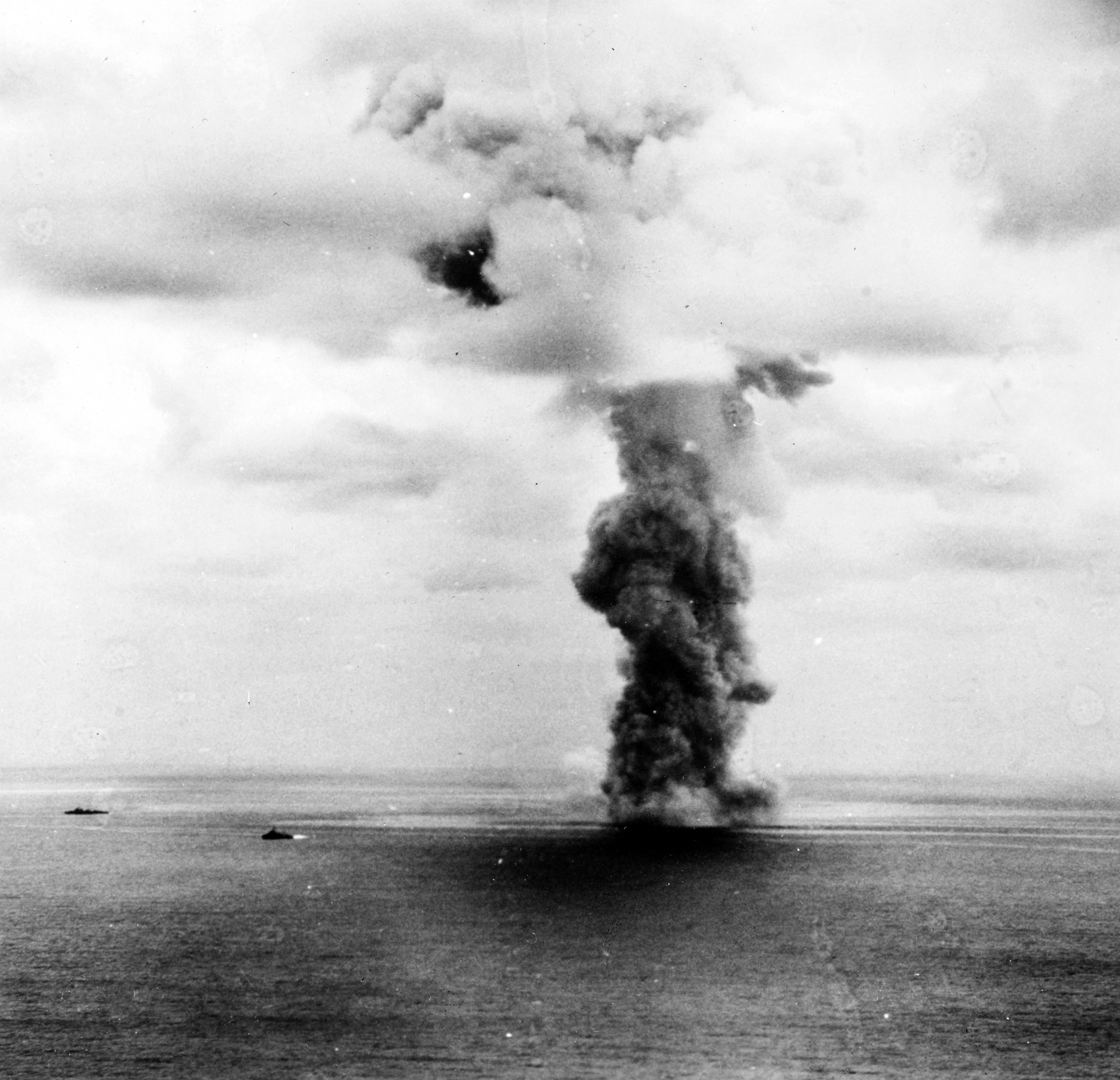
Взрыв «Ямато».

«Ямато» вернулся к берегам Японии только 22 ноября 1944 года и был сразу поставлен на ремонт и модернизацию, которая закончилась в январе 1945 года и оказалась для него последней. Между тем война переместилась к берегам Японии. 1 апреля 1945 года американские войска высадились на Окинаве. Поскольку гарнизон острова не имел шансов отразить десант, японское командование сделало основную ставку на самоубийственные методы борьбы. Не остался в стороне и флот, предложивший использовать «Ямато» для атаки неприятельских десантных судов, несмотря на господство противника в воздухе и на море.
Утром 6 апреля 1945 года соединение в составе «Ямато», 1 лёгкого крейсера и 8 эсминцев вышло в море для участия в операции «Тен-ити-го» («Небеса-1»). Перед соединением была поставлена задача — «атака неприятельского флота и судов снабжения и их уничтожение». В случае затруднений с возвращением на базу «Ямато» предписывалось выброситься на отмель у побережья Окинавы и поддерживать армейские части артиллерийским огнём. Предполагалось также, что этот рейд отвлечёт палубную авиацию противника и облегчит намеченные на 7 апреля массированные атаки камикадзе на десантные средства американского флота у берегов Окинавы. План с самого начала носил самоубийственный характер.
Японское соединение было обнаружено противником рано утром 7 апреля. Начиная с полудня «Ямато» и его эскорт подверглись мощным атакам американских палубных самолётов (всего 227 машин). Через два часа линкор, получив до 10 попаданий торпед и 13 попаданий авиабомб, вышел из строя. В 14:23 по местному времени произошёл взрыв носового погреба артиллерии главного калибра, после чего «Ямато» затонул. Спасти удалось лишь 269 человек, 3061 член экипажа погиб. Потери американцев составили 10 самолётов и 12 лётчиков.

## Оценка проекта
Готовясь к военным действиям в Тихом океане, японское руководство не могло рассчитывать на численное превосходство своего флота, потому что Япония уступала США по доступным производственным мощностям. В результате был взят курс на качественное превосходство. Линкоры типа «Ямато» были заказаны именно в рамках этой концепции.
| Сравнительные ТТХ линкоров постройки 1930—1940-х гг. |                       |                                  |                                  |                                  |                           |                           |                            |                                  |
| Характеристики                                       | «Кинг Джордж V»       | «Бисмарк»                        | «Литторио»                       | «Ришелье»                        | «Норт Кэролайн»           | «Саут Дакота»             | «Айова»                    | «Ямато»                          |
| Принадлежность                                       | Великобритания        | Нацистская Германия              | Италия                           | Франция                          | Соединённые Штаты Америки | Соединённые Штаты Америки | Соединённые Штаты Америки  | Япония                           |
| Водоизмещение, стандартное/полное, т                 | 36 727/42 076         | 41 700/50 900                    | 40 724/45 236                    | 37 832/44 708                    | 37 486/44 379             | 37 970/44 519             | 48 425/57 540              | 63 200/72 810                    |
| Артиллерия главного калибра                          | 2×4 и 1×2 — 356-мм/45 | 4×2 — 380-мм/47                  | 3×3 — 381-мм/50                  | 2×4 — 380-мм/45                  | 3×3 — 406-мм/45           | 3×3 — 406-мм/45           | 3×3 — 406-мм/50            | 3×3 — 460-мм/45                  |
| Артиллерия вспомогательного калибра                  | 8×2 — 133-мм/50       | 6×2 — 150-мм/55, 8×2 — 105-мм/65 | 4×3 — 152-мм/55, 12×1 — 90-мм/50 | 3×3 — 152-мм/55, 6×2 — 100-мм/45 | 10×2 — 127-мм/38          | 8×2 — 127-мм/38           | 10×2 — 127-мм/38           | 4×3 — 155-мм/60, 6×2 — 127-мм/40 |
| Лёгкая зенитная артиллерия                           | 4×8 — 40-мм/40        | 8×2 — 37-мм, 12×1 — 20-мм        | 8×2 и 4×1 — 37-мм, 8×2 — 20-мм   | 4×2 — 37-мм                      | 4×4 — 28-мм               | 7×4 — 28-мм, 16×1 — 20-мм | 15×4 — 40-мм, 60×1 — 20-мм | 8×3 — 25-мм                      |
| Бронирование борта, мм.                              | 356 — 381             | 320                              | 70 + 280                         | 330                              | 305                       | 310                       | 307                        | 410                              |
| Бронирование палуб, мм                               | 127 — 152             | 50 — 80 + 80 — 95                | 45 + 90 — 162                    | 150 — 170 + 40                   | 37 + 140                  | 37 + 146—154              | 37 + 153—179               | 35 — 50 + 200—230                |
| Бронирование башен главного калибра, мм.             | 324 — 152             | 360 — 130                        | 350 — 200                        | 430 — 195                        | 406 — 178                 | 457 — 184                 | 432 — 184                  | до 650                           |
| Бронирование боевой рубки, мм                        | 76 — 114              | 220 — 350                        | 260                              | 340                              | 406 — 373                 | 406 — 373                 | 440                        | до 500                           |
| Энергетическая установка, л. с.                      | 110 000               | 138 000                          | 130 000                          | 150 000                          | 121 000                   | 130 000                   | 212 000                    | 150 000                          |
| Максимальная скорость, узлы                          | 28,5                  | 29                               | 30                               | 31,5                             | 27,5                      | 27,5                      | 32,5                       | 27,5                             |

Идея проекта состояла в превосходстве линкоров над аналогичными американскими кораблями, которые, по оценке японских специалистов, были ограничены полным водоизмещением в 63 000 т, чтобы корабли могли свободно проходить через Панамский канал. По совокупности артиллерийской мощи и защищённости «Ямато» превосходил линкоры европейских стран и даже новейшие американские линкоры типа «Айова», однако уступал строившимся в это время линкорам типа «Монтана». Тот факт, что «Ямато» не пришлось встретиться с последними в бою, обоснован лишь тем, что их строительство было прекращено, как только падение значения линкоров стало очевидно; большая скорость и численное превосходство линкоров типа «Айова» также могли свести на нет качественное преимущество японцев. Тем не менее, японские гиганты вошли в историю как самые большие и тяжеловооружённые артиллерийские корабли.
… Сближение с «Yamato» было смертельно опасно для любого противника, включая ЛК «Iowa», «South Dakota» и «Richelieu», не говоря уже о «Bismarck». Трудно даже представить, какие повреждения получили бы корабли до выхода на дистанцию 14-16 км.
Следует подчеркнуть, что рассматривать дуэльную ситуацию «Ямато» — американский линкор было бы некорректно. Японцы строили сверхмощные корабли потому, что не могли состязаться в количестве линкоров. За годы войны Япония ввела в строй 2 новых линкора, США — 10, здесь соотношение сил выглядит очевидным.
К недостаткам японского проекта можно отнести не вполне удачно сконструированную противоторпедную защиту. Что касается недостатков японских радаров и зенитных систем, то здесь уже сказывалось общее технологическое отставание от США. Системы управления огнём, баллистический вычислитель — верх инженерной мысли своего времени. Орудия главного калибра были самыми дальнобойными и мощными, с немного меньшим, чем у главного калибра линкора «Айова», ресурсом — 220 против 290.
Кроме того, в 30-х годах, США и Англия всячески стремились помешать доставке стратегического сырья в Японию, в особенности — цветных металлов, необходимых для производства высококачественной стали. Поэтому при изготовлении броневых плит, японцам пришлось использовать за образец те плиты, которые были поставлены англичанами ещё в 1918 году. В результате, броня кораблей была самой толстой среди линкоров, но не самого лучшего качества по снарядостойкости.
Все решающие битвы первой половины войны прошли без участия «Ямато» и «Мусаси». Японское командование не использовало даже возможность устрашить противника характеристиками кораблей. В итоге, суперлинкоры были брошены в бой в ситуации, где их сильные стороны оказались невостребованными, что привело к их гибели.
Существует мнение, что Япония получила бы значительно больший эффект, вложив деньги, потраченные на линкоры, в авианосцы и авиацию. Но учитывая разрыв в военно-промышленных потенциалах Японии и её противников, считается, что любое другое решение также не привело бы японцев к их целям. 
В Интернете существуют специальные сайты и форумы, посвященные одной узкой теме: чем закончилась бы встреча двух главных претендентов на титул самого сильного линкора: японского «Ямато» и американской «Айовы».
Атаки примерно семи десятков торпедоносцев и 120—150 пикировщиков, потеря около 20 самолётов — вот та цена, которую заплатили американцы за потопление самого большого линкора мира.
Линкоры этого типа ознаменовали собой пик и одновременно тупик развития линкоров. Роль главной ударной силы на море перешла к авианосцам.
| Американская общая оценка линкоров                                               | Американская общая оценка линкоров | Американская общая оценка линкоров | Американская общая оценка линкоров | Американская общая оценка линкоров | Американская общая оценка линкоров | Американская общая оценка линкоров | Американская общая оценка линкоров | Американская общая оценка линкоров |
|                                                                                  | «Ямато»                            | «Айова»                            | «Саут Дакота»                      | «Бисмарк»                          | «Ришелье»                          | «Кинг Джордж V»                    | «Литторио»                         | Удельный вес фактора               |
| -------------------------------------------------------------------------------- | ---------------------------------- | ---------------------------------- | ---------------------------------- | ---------------------------------- | ---------------------------------- | ---------------------------------- | ---------------------------------- | ---------------------------------- |
| Артиллерия                                                                       | 10                                 | 10                                 | 8,5                                | 9                                  | 9                                  | 8                                  | 7,5                                | 4                                  |
| Управление огнём                                                                 | 5                                  | 10                                 | 10                                 | 5                                  | 7,5                                | 8                                  | 5                                  | 4                                  |
| Средний калибр                                                                   | 9,5                                | 10                                 | 10                                 | 10                                 | 8                                  | 5                                  | 6                                  | 2                                  |
| Средний калибр — ПВО                                                             | 4,5                                | 10                                 | 10                                 | 4                                  | 1,5                                | 4,5                                | 1                                  |                                    |
| Зенитные автоматы                                                                | 2,5                                | 10                                 | 10                                 | 3,5                                | 7                                  | 8                                  | 1,5                                |                                    |
| Общая оценка ПВО                                                                 | 3                                  | 10                                 | 10                                 | 3                                  | 5                                  | 7                                  | 1                                  | 2                                  |
| Бронирование                                                                     | 10                                 | 9,5                                | 9,5                                | 6,5                                | 8                                  | 8,5                                | 7                                  | 4                                  |
| Подводная защита                                                                 | 9                                  | 7                                  | 7                                  | 7                                  | 10                                 | 5                                  | 8                                  | 2                                  |
| Тактические характеристики (устойчивость, борьба за живучесть, скорость и т. п.) | 9,5                                | 10                                 | 8,5                                | 9                                  | 8,5                                | 8,5                                | 8,5                                | 2                                  |
| Оперативные факторы (дальность, мореходность, удобство обслуживания и т. п.)     | 8                                  | 10                                 | 9                                  | 9,5                                | 9                                  | 5,5                                | 7,5                                | 1                                  |
| Общая взвешенная оценка                                                          | 170                                | 202                                | 192                                | 146                                | 174                                | 152,5                              | 130,5                              |                                    |

Данная таблица отражает американскую оценку полезности линкоров. Она содержит известную долю лукавства.

## Командиры кораблей
«Ямато»:
- 05.09.1941 — 16.12.1941 — контр-адмирал Сютоку Миядзато[яп.].
- 16.12.1941 — 17.12.1942 — капитан I ранга (с 01.05.1942 — контр-адмирал) Норихати Такаянаги[яп.].
- 17.12.1942 — 07.09.1943 — капитан I ранга (с 01.05.1943 — контр-адмирал) Тиаки Мацуда[яп.].
- 07.09.1943 — 25.01.1944 — капитан I ранга (с 05.01.1944 — контр-адмирал) Такэдзи Оно[яп.].
- 25.01.1944 — 25.11.1944 — капитан I ранга (с 15.10.1944 — контр-адмирал) Нобуэ Морисита
- 25.11.1944 — 07.04.1945 — капитан I ранга (посмертно — вице-адмирал) Косаку Аруга.

«Мусаси»:
- 05.08.1942 — 09.06.1943 — капитан I ранга (с 01.11.1942 — контр-адмирал) Каору Арима.
- 09.06.1943 — 07.12.1943 — капитан I ранга (с 01.11.1943 — контр-адмирал) Кэйдзо Комура.
- 07.12.1943 — 12.08.1944 — капитан I ранга (с 01.05.1944 — контр-адмирал) Бундзи Асакура.
- 12.08.1944 — 24.10.1944 — капитан I ранга (с 1.5.1943 — контр-адмирал) Тосихиро Иногути.